# Tuğçe Kazaz
Tuğçe Kazaz (n. 26 august 1982, Edremit, provincia Balıkesir) este o actriță și fotomodel turc, care a fost aleasă Miss Turcia în anul 2001.
Kazaz a jucat în filmul grecesc Loafing and Camouflage: Sirens in the Aegean unde îl cunoaște pe George Seitaridis, cu care se va căsători. Înainte de căsătorie se convertește la religia creștin-ortodoxă. Acest act a declanșat un val de proteste în Turcia. Din cauza presiunii exercitate asupra ei, Tuğçe a declarat în presă că ea este în același timp creștină, musulmană șu budistă.

## Filmografie
- Kampüsistan (2003), serial TV
- Uzun Hikâye (2012), film
- Son Yaz (2012), film
- Kafkas (2014), film